# Băiuș, Leova
Băiuș (germană Bajusch) este satul de reședință al comunei cu același nume  din raionul Leova, Republica Moldova. În localitate este o școala, o grădiniță, un punct medical, magazine și o casă de cultură. Denumirea satului Băiuș provine de la numele boierului Beiu, care a trăit în Băiuș cu 100 de ani în urmă.
Aici se află și un cimitir în care au fost înhumați germani decedați în timpul celui de-al Doilea Război Mondial. Prin satul Băiuș trece linia de cale ferată Basarabeasca-Cahul.

## Demografie

### Structura etnică
Structura etnică a satului Băiuș conform recensământului populației din 2004:
| Grup etnic                                               | Populație | % Procentaj  |
| -------------------------------------------------------- | --------- | ------------ |
| Băștinași declarați Moldoveni Băștinași declarați Români | 969 1     | 95,94% 0,10% |
| Găgăuzi                                                  | 20        | 1,98%        |
| Bulgari                                                  | 16        | 1,58%        |
| Ruși                                                     | 3         | 0,30%        |
| Ucraineni                                                | 1         | 0,10%        |
| Total                                                    | 1010      |              |